# Belarussischer Fußballpokal 2012/13
Der Belarussische Fußballpokal 2012/13 war die 22. Austragung des belarussischen Pokalwettbewerbs der Männer. Das Finale fand am 26. Mai 2013 im Torpedo-Stadion von Schodsina statt. Titelverteidiger Naftan Nawapolazk schied in der 2. Runde gegen den FK Wolna Pinsk aus. Pokalsieger wurde Vorjahresfinalist FK Minsk, der sich im Finale gegen den FK Dinamo Minsk durchsetzte.

## Modus
Im Gegensatz zur Liga wurde der Pokal im Herbst-Frühjahr-Rhythmus ausgetragen. In allen Begegnungen wurden die Sieger in einem Spiel ausgetragen. Bei unentschiedenem Ausgang wurde zur Ermittlung des Siegers eine Verlängerung gespielt. Stand danach kein Sieger fest, folgte ein Elfmeterschießen. Der Pokalsieger qualifizierte sich für die UEFA Europa League.

## Teilnehmende Teams
| Wyschejschaja Liha (11) | Perschaja Liha (15) | Druhaja Liha (16) | Amatarskaja Liha (6)                                                                                   |
| --- | --- | --- | --- |
| - BATE Baryssau - Belschyna Babrujsk - FK Brest - FK Homel - FK Njoman Hrodna - FK Slawija-Masyr - FK Minsk - FK Dinamo Minsk - Naftan Nawapolazk - FK Schachzjor Salihorsk - FK Tarpeda-BelAS Schodsina | - FK Bjarosa-2010 - Chimik Swetlahorsk - FK Haradseja - DSK Homel - FK Lida - Dnjapro Mahiljou - FK Hranit Mikaschewitschy - SKVICh Minsk - FK Polazk - FK Rudsjensk - FK Sluzk - FK Smarhon - Wedrytsch-97 Retschyza - FK Wizebsk - FK Wolna Pinsk | - FK Assipowitschy - FK Baranawitschy - Belcard Hrodna - Beltranshas Slonim - Homeltschyhuntras Homel - FK Islatsch - FK Kamunalnik Slonim - FK Kletschesk Klezk - Liwadyja Dsjarschynsk - FK Njoman Masty - FK Mjory - FK Orscha - Sabudowa Maladsetschna - FK Schlobin - Swjasda BHU Minsk - FK Smaljawitschy-STI | - FK Asot Homel - FK Horki - Homelsteklo Kostjukowka - MLF Minsk - FK Pruschanski - FK Gasawik Wizebsk |

## 1. Runde
Teilnehmer: 10 Mannschaften der zweiten Liga, 16 Teams aus der dritten Liga und 6 Amateurvereine, die sich über den regionalen Pokal qualifiziert hatten. Die unterklassigen Teams hatten Heimrecht.
| Datum      |                               | Ergebnis              |                             |
| ---------- | ----------------------------- | --------------------- | --------------------------- |
| 13.06.2012 | FK Kletschesk Klezk (III)     | 2:4                   | FK Schlobin (III)           |
| 13.06.2012 | FK Pruschanski (A)            | 1:2                   | Wedrytsch-97 Retschyza (II) |
| 13.06.2012 | FK Lida (II)                  | 3:1                   | Belcard Hrodna (III)        |
| 13.06.2012 | FK Gasawik Wizebsk (A)        | 1:3                   | DSK Homel (II)              |
| 13.06.2012 | FK Horki (A)                  | 1:4                   | FK Sluzk (II)               |
| 13.06.2012 | Sabudowa Maladsetschna (III)  | 1:4                   | FK Smarhon (II)             |
| 13.06.2012 | Liwadyja Dsjarschynsk (III)   | 2:3                   | Beltranshas Slonim (III)    |
| 13.06.2012 | FK Baranawitschy (III)        | 0:1 n. V.             | FK Wolna Pinsk (II)         |
| 13.06.2012 | Homelsteklo Kostjukowka (A)   | 1:3                   | FK Islatsch (III)           |
| 13.06.2012 | FK Asot Homel (A)             | 0:5                   | Chimik Swetlahorsk (II)     |
| 13.06.2012 | FK Assipowitschy (III)        | 0:2                   | Swjasda BHU Minsk (III)     |
| 13.06.2012 | FK Orscha (III)               | 1:2                   | FK Rudsjensk (II)           |
| 13.06.2012 | Homeltschyhuntras Homel (III) | 3:1                   | FK Smaljawitschy-STI (III)  |
| 13.06.2012 | FK Mjory (III)                | 0:1                   | FK Njoman Masty (III)       |
| 13.06.2012 | MLF Minsk (A)                 | 0:5                   | FK Wizebsk (II)             |
| 13.06.2012 | FK Kamunalnik Slonim (III)    | 0:0 n. V. (3:5 i. E.) | FK Polazk (II)              |

## 2. Runde
Teilnehmer waren die 16 Sieger der ersten Runde, die 11 Mannschaften der Wyschejschaja Liha 2012 und weitere fünf Zweitligisten, die zum Zeitpunkt der Auslosung die bestplatziertesten Teams waren: SKVICh Minsk, FK Bjarosa-2010, FK Haradseja, Dnjapro Mahiljou und FK Hranit Mikaschewitschy. Die unterklassigen Teams hatten Heimrecht.
| Datum      |                               | Ergebnis              |                                |
| ---------- | ----------------------------- | --------------------- | ------------------------------ |
| 19.07.2012 | FK Smarhon (II)               | 1:3                   | FK Njoman Hrodna (I)           |
| 19.07.2012 | Beltranshas Slonim (III)      | 4:1                   | FK Hranit Mikaschewitschy (II) |
| 21.07.2012 | Swjasda BHU Minsk (III)       | 0:2                   | SKVICh Minsk (II)              |
| 21.07.2012 | FK Lida (II)                  | 0:2                   | FK Slawija-Masyr (I)           |
| 21.07.2012 | FK Schlobin (III)             | 0:2                   | Belschyna Babrujsk (I)         |
| 21.07.2012 | Chimik Swetlahorsk (II)       | 0:2                   | FK Haradseja (II)              |
| 21.07.2012 | FK Sluzk (II)                 | 1:2                   | Dnjapro Mahiljou (II)          |
| 21.07.2012 | FK Islatsch (III)             | 0:3                   | FK Minsk (I)                   |
| 21.07.2012 | FK Wizebsk (II)               | 1:2                   | FK Tarpeda-BelAS Schodsina (I) |
| 21.07.2012 | FK Njoman Masty (III)         | 1:7                   | FK Brest (I)                   |
| 21.07.2012 | DSK Homel (II)                | 0:2                   | FK Bjarosa-2010 (II)           |
| 22.07.2012 | FK Polazk (II)                | 1:1 n. V. (6:7 i. E.) | FK Homel (I)                   |
| 22.08.2012 | Wedrytsch-97 Retschyza (II)   | 0:1                   | FK Dinamo Minsk (I)            |
| 06.09.2012 | FK Wolna Pinsk (II)           | 0:0 n. V. (3:2 i. E.) | Naftan Nawapolazk (I)          |
| 08.09.2012 | Homeltschyhuntras Homel (III) | 0:1                   | FK Schachzjor Salihorsk (I)    |
| 09.09.2012 | FK Rudsjensk (II)             | 0:4                   | BATE Baryssau (I)              |

## Achtelfinale
Teilnehmer waren die 16 Sieger der zweiten Runde.
| Datum      |                             | Ergebnis              |                                |
| ---------- | --------------------------- | --------------------- | ------------------------------ |
| 26.09.2012 | FK Slawija-Masyr (I)        | 1:5                   | FK Brest (I)                   |
| 26.09.2012 | FK Dinamo Minsk (I)         | 5:0                   | FK Wolna Pinsk (II)            |
| 26.09.2012 | Belschyna Babrujsk (I)      | 1:0                   | FK Bjarosa-2010 (II)           |
| 26.09.2012 | Dnjapro Mahiljou (II)       | 1:2                   | SKVICh Minsk (II)              |
| 26.09.2012 | FK Schachzjor Salihorsk (I) | 3:0                   | Beltranshas Slonim (III)       |
| 11.10.2012 | FK Haradseja (II)           | 0:2                   | FK Minsk (I)                   |
| 13.10.2012 | BATE Baryssau (I)           | 0:1                   | FK Tarpeda-BelAS Schodsina (I) |
| 21.11.2012 | FK Njoman Hrodna (I)        | 1:1 n. V. (4:5 i. E.) | FK Homel (I)                   |

## Viertelfinale
| Datum      |                        | Ergebnis              |                                |
| ---------- | ---------------------- | --------------------- | ------------------------------ |
| 16.03.2013 | FK Dinamo Minsk (I)    | 0:0 n. V. (4:2 i. E.) | FK Schachzjor Salihorsk (I)    |
| 16.03.2013 | Belschyna Babrujsk (I) | 1:4                   | FK Tarpeda-BelAS Schodsina (I) |
| 17.03.2013 | SKVICh Minsk (II)      | 1:0 n. V.             | FK Brest (I)                   |
| 17.03.2013 | FK Minsk (I)           | 3:2                   | FK Homel (I)                   |

## Halbfinale
| Datum      |                      | Ergebnis |                                |
| ---------- | -------------------- | -------- | ------------------------------ |
| 03.04.2013 | FK Minsk (I)         | 1:0      | FK Tarpeda-BelAS Schodsina (I) |
| 03.04.2013 | FK Dinamo Minsk (II) | 5:0      | SKVICh Minsk (I)               |

## Finale
| Paarung         | FK Dinamo Minsk – FK Minsk |
| Ergebnis        | 1:1 n. V. (1:1, 1:1), 1:4 i. E. |
| Datum           | 26. Mai 2013 |
| Stadion         | Torpedo-Stadion, Schodsina |
| Zuschauer       | 6.000 |
| Schiedsrichter  | Ihar Kruk |
| Tore            | 0:1 Sjarhej Sasnouski (33.) 1:1 Hernán Figueredo (36., Handelfmeter) Elfmeterschießen: 0:1 Serhij Roschok Hernán Figueredo (über’s Tor) 0:2 Mikita Bukatkin Artjom Bykau (gehalten) 0:3 Aljaksandr Satschyuka 1:3 Ihar Stassewitsch 1:4 Wital Kibuk                                            |
| FK Dinamo Minsk | Aljaksandr Hutar – Aleh Werazila , Pawel Plaskonny, Sjarhej Palizewitsch, Wital Trubila – Slobodan Simović, Artjom Bykau, Ihar Stassewitsch, Hernán Figueredo – Aljaksandr Danilau (82. Aljaksandr Bytschanok), Costin Curelea (97. Danilo Cócaro) Cheftrainer: Oleh Protassow ( Ukraine)      |
| FK Minsk        | Uladsimir Buschma – Raman Behunou, Sjarhej Sasnouski, Aljaksandr Satschyuka, Miloš Rnić – Mikita Bukatkin, Sjarhej Kaseka, Andrej Rasin (54. Wital Kibuk), Raman Wasiljuk – Sjarhej Puschnjakou (90+4' Serhij Roschok), Raman Wolkau (69. Sjarhej Hihewitsch) Cheftrainer: Wadim Skryptschanka |
| Gelbe Karten    | Costin Curelea, Wital Trubila – Miloš Rnić, Raman Behunou, Sjarhej Kaseka, Mikita Bukatkin |